# 教区長
教区長（きょうくちょう）とはカトリック教会の教区（大司教区を含む）を管理する責任者。教区長はその管轄する教区についての一切の権限を持ち、司祭や助祭の叙階（任命）や職務を停止する権能が与えられている。通常は司教がこれに当てられるが、状況や必要によっては司祭が任命を受けることもあり、司祭が教区長（教区管理者 英:diocesan Administrator 羅:Administrator dioecesanusと呼ばれる。）の場合には、司祭および助祭の叙階式を執り行うことはできない。
教区長である司教には教会法により、司教総代理、教区事務局という補助機関と、宣教司牧評議会、司教顧問会、司祭評議会という諮問機関がある。